# GJD2
GJD2‏ (Gap junction protein delta 2) هوَ بروتين يُشَفر بواسطة جين GJD2 في الإنسان.